# Condado de Cass (Missouri)
O Condado de Cass é um dos 114 condados do estado americano de Missouri. A sede do condado é Harrisonville, e sua maior cidade é Harrisonville. O condado possui uma área de 1 820 km² (dos quais 10 km² estão cobertos por água), uma população de 82 092 habitantes, e uma densidade populacional de 45 hab/km² (segundo o censo nacional de 2000). O condado foi fundado em 1849.